# Alice Hegan Rice

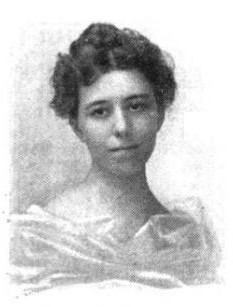
Alice Caldwell Hegan Rice

Alice Hegan Rice, också känd som Alice Caldwell Hegan, född 11 januari 1870, död 10 februari 1942, var en amerikansk författare.
Rice föddes i Shelbyville i Kentucky och skrev mer än två dussin böcker, varav den mest kända är Mrs. Wiggs of the Cabbage Patch som var en bästsäljare i USA år 1902 och utspelar sig i Louisville där hon då bodde. Boken omarbetades till en framgångsrik pjäs 1903 och det gjordes tre Hollywoodproducerade filmversioner av den. Den mest kända filmversionen är från 1934 med skådespelarna Pauline Lord och W.C. Fields i några av rollerna.
Hegan var gift med poeten och dramatikern Cale Young Rice och huset de bodde i på 1444 St. James Court finns fortfarande kvar.  
Ett flertal av Alice Rices tidiga verk översattes till tyska, franska, danska och svenska och ytterligare tre (Mrs. Wiggs, Mr. Opp, och Romance of Billy-Goat Hill) dramatiserades. Både innan och efter att hon blev romanförfattare var hon känd för sina noveller som publicerades i olika magasin.
Hon dog i sitt hem i Louisville 1942.